# کریستیان یروان
کریستیان یَروان (به استونیایی: Kristjan Järvan) (زاده ۱۰ اکتبر ۱۹۹۰) سیاستمدار اهل استونی است. وی از ۱۸ ژوئیه ۲۰۲۲ به‌عنوان وزیر کارآفرینی و فناوری اطلاعات انتخاب شده‌است.